# Actinomucor elegans
Actinomucor elegans — вид грибів, що належить до родини Mucoraceae .